# گروس کارولیننفلد
گروس کارولیننفلد (به آلمانی: Großkarolinenfeld) یک شهر در آلمان است که در بایرن واقع شده‌است.

## خصوصیات
گروس کارولیننفلد ۲۹٫۷۳ کیلومترمربع مساحت دارد ۴۶۷ متر بالاتر از سطح دریا واقع شده‌است.